# Carlos Valdés (football)
Pour les articles homonymes, voir Carlos Valdés.

Carlos Valdés, né le 22 mai 1985 à Cali (Colombie), est un footballeur colombien, qui évolue au poste de défenseur.

## Biographie
Au cours de sa carrière il évolue au Real Cartagena, à l'America Cali et à l'Independiente Santa Fe ainsi qu'en équipe de Colombie.

### International

#### En catégorie jeune
En 2005, il joue avec l'équipe des moins de 20 ans le championnat sud-américain, que la Colombie a organisé et remporté. La même année, il dispute la Coupe du monde juniors aux Pays-Bas, la Colombie a été éliminé par le futur vainqueur, l'Argentine.  

#### Avec l'équipe A
Le 30 avril 2008, il honore sa première sélection lors d'un match amical contre le Venezuela (victoire 5-2). 
Le 2 juin 2014, il figure dans la liste définitive de José Pékerman pour disputer la Coupe du monde 2014.  
L'année suivante, il est de nouveau rappeler pour participer à la Copa América 2015.

## Carrière
- 2005 : Real Cartagena
- 2006-2009 : América Cali
- 2009-2010 : Independiente Santa Fe
- 2011-2013 :  Philadelphia Union
  - 2013 : →  Independiente Santa Fe
- 2014| San Lorenzo de Almagro[1]

## Palmarès

### En équipe nationale
- 4 sélections et 1 but avec l'équipe de Colombie depuis 2008.